# فرنسيس مولو
فرنسيس مولو (بالإنجليزية: Francis Molo)‏ هو لاعب دوري الرغبي نيوزلندي، ولد في 3 سبتمبر 1994 في أوكلاند في نيوزيلندا.